# 1693
1693 је била проста година.

## Догађаји
- Велики турски рат, Бечки рат или Рат Свете лиге био је рат између Османског царства и између више европских сила у то време (уједињених у тзв. „Свету лигу”). Овај рат, који је трајао од 1683. године до 1699. године, ослободио је велике делове средње Европе од Турака, и битно је ослабио њихову војну моћ.

## Смрти

### Јануар
- Википедија:Непознат датум — Преподобни Корнилије Перејаславски - хришћански светитељ